# Stanisław Mroszczak
Stanisław Ludwik Mroszczak (ur. 5 kwietnia 1920 we wsi Medveda na Słowacji, zm. 30 sierpnia 2017 w Nowym Targu) – żołnierz Samodzielnej Brygady Strzelców Karpackich, uczestnik walk o Tobruk.

## Dzieciństwo i młodość
Urodził się w rodzinie urzędnika Jana Mroszczaka (ur. 3 grudnia 1896, zm. 29 listopada 1978), późniejszego więźnia Palace w Zakopanem i KL Auschwitz (numer obozowy 79046), oraz Zofii z domu Ulrich (ur. 13 kwietnia 1898, zm. 25 października 1978). Dzieciństwo spędził w Nowym Targu, gdzie mieszkał przy ulicy Szpitalnej (obecnie Słoneczna). 
Wybuch II wojny światowej zastał go w Wadowicach, gdzie podjął nieudaną próbę zaciągnięcia się do wojska. Powrócił do Nowego Targu, gdzie włączył się w działalność konspiracyjnego Związku Podchorążych.

## Udział w walkach w II wojnie światowej
Wraz z grupą ok. 26 osób 15 maja 1940 postanowił przedostać się do Wojska Polskiego, trasa ich ucieczki wiodła przez Słowację, Węgry, Jugosławię i Grecję. 12 czerwca 1940 roku do Syrii, gdzie wstąpił wraz z resztą grupy do Samodzielnej Brygady Strzelców Karpackich. Otrzymał przydział do artylerii (nr 3082) i jako celowniczy brał udział w walkach do 22 czerwca 1943. Brał udział m.in. w bitwie o Tobruk, bitwa pod Gazalą i El Alamein. W 1942 ukończył Polskie Gimnazjum Ogólnokształcące w Tel Awiwe.
W lipcu 1943 na jego prośbę został przeniesiony do służby w RAF w Wielkiej Brytanii, z powodu problemów zdrowotnych nie został przyjęty do lotnictwa, skierowano go do obsługi naziemnej bombowców w Dywizjonie 304. Zdemobilizowany został 5 listopada 1947.

## Powrót do Polski
W grudniu 1947 wraz z żoną Stanisławą Czerniawską (ur. 18 marca 1925, zm. 11 listopada 2003), z którą ożenił się w 1946, oraz córką Zofią wrócili do Polski. Wielokrotnie był przesłuchiwany i przetrzymywany na komendzie Milicji Obywatelskiej w Nowym Targu pod zarzutem szpiegostwa na rzecz Anglii. W 1955 podczas rewizji zostały mu odebrane wszystkie brytyjskie odznaczenia. Pracował jako kasjer w nowotarskim Tartaku, następnie kierował składem materiałów budowlanych. Był wiceprezesem Powiatowego Związku Gminnych Spółdzielni. 15 czerwca 1961 zdał maturę i ukończył Liceum Ogólnokształcące dla pracujących w Nowym Targu. Od 1975 zaangażował się w działalność kombatancką, najpierw w Związku Bojowników o Wolność i Demokrację, a następnie w Związku Kombatantów RP i Byłych Więźniów Politycznych w Nowym Targu, gdzie był członkiem komisji ds. socjalnych. Był również członkiem Związku Byłych Żołnierzy Samodzielnej Brygady Strzelców Karpackich.
W 2009 w ramach uroczystości 91 rocznicy odzyskania niepodległości został uhonorowanym medalem „Za Szczególne Zasługi dla Miasta Nowego Targu”. Odznaczenie wraz z nim odebrał Jan Gryglak, uczestnik walk o Monte Cassino.
23 listopada 2011 w Pałacu Prezydenckim odznaczony został wraz z innymi uczestnikami walk o Tobruk Krzyżem Oficerskim Orderu Odrodzenia Polski.
W 2012 przy okazji wystawy „Szlak bojowy Samodzielnej Brygady Strzelców Karpackich i 3 Dywizji Strzelców Karpackich w relacjach oraz obiektywie Limanowian", przekazał autorce wystawy woreczek z ziemią z Tobruku.
W 2013 dzięki pomocy brytyjskiej ambasady odzyskał skonfiskowane brytyjskie odznaczenia.

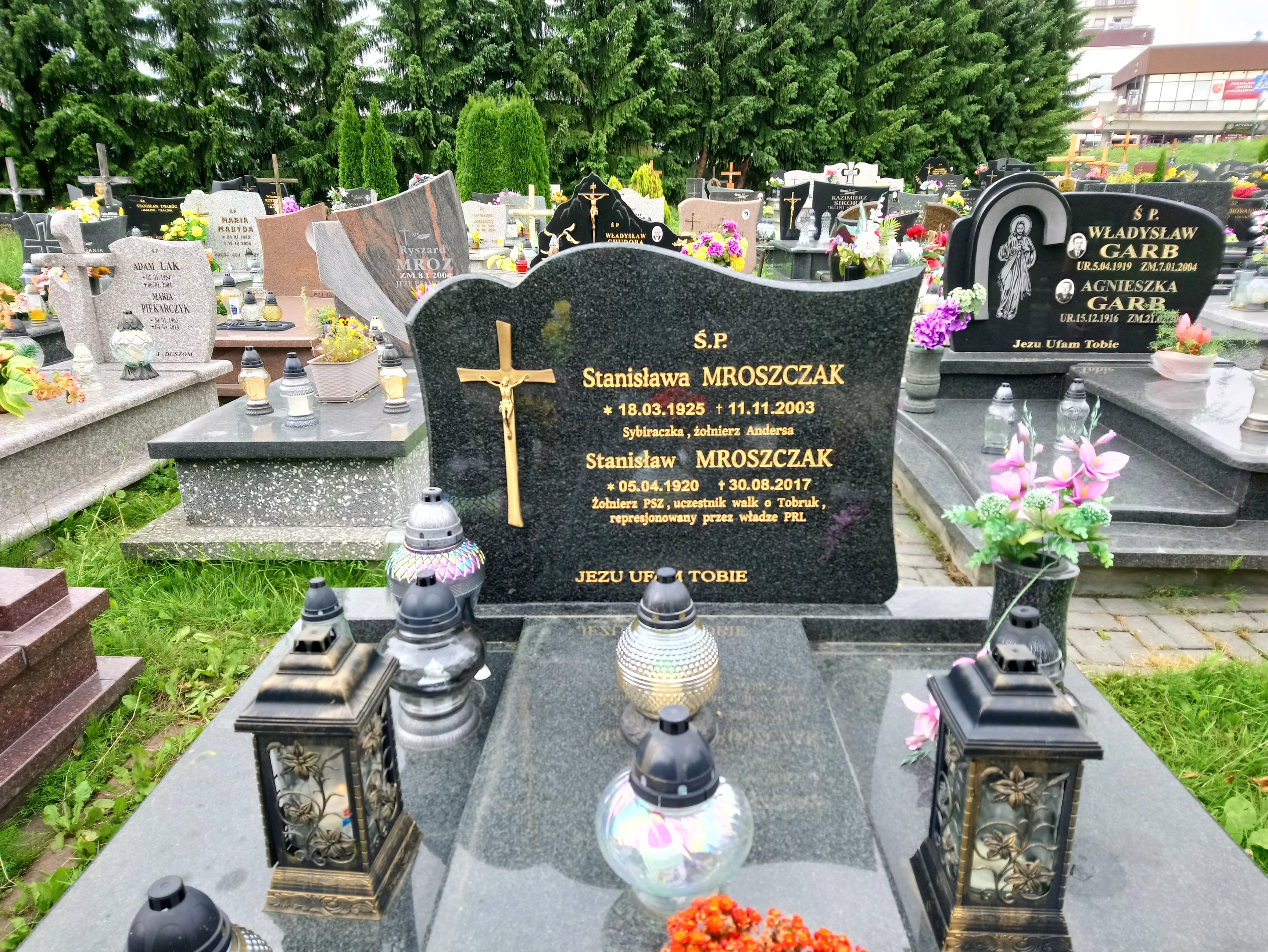
Grób St. Mroszczaka na nowotarskim cmentarzu

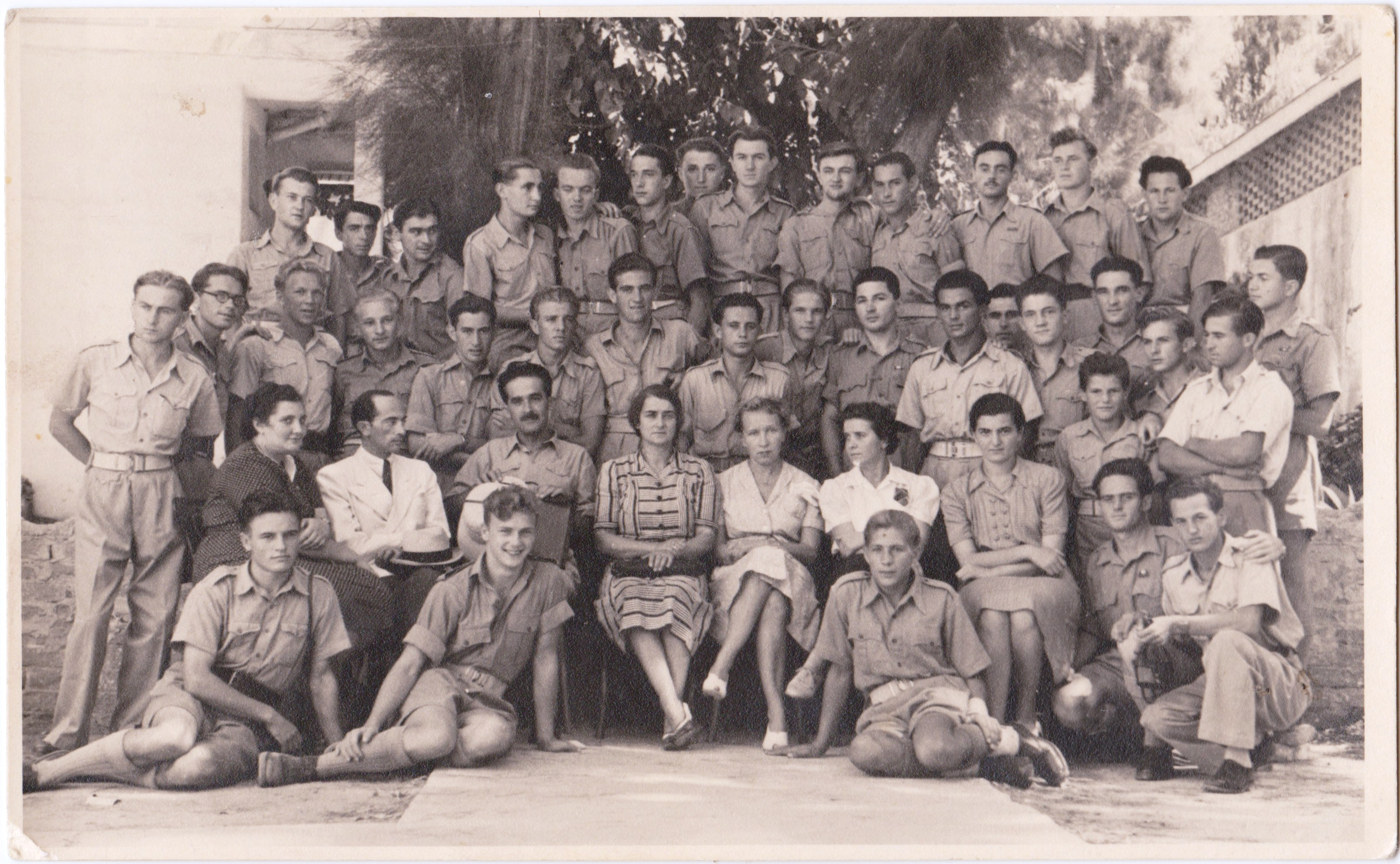
Żołnierze i kadra szkoleniowa podczas kursu w Palestynie, 1940. Morszczak pierwszy z lewej

Zmarł 30 sierpnia 2018, z honorami wojskowymi został pochowany na cmentarzu komunalnym w Nowym Targu (kwatera 118, grób nr 29). Decyzją prezesa Instytutu Pamięci Narodowej z dnia 4 grudnia 2020 roku na wniosek prezesa koła Związku Kombatantów RP i Byłych Więźniów Politycznych w Nowym Targu, grób Stanisława Mroszczaka został wpisany do prowadzonej przez IPN ewidencji grobów weteranów walk o wolność i niepodległość Polski pod numerem ewidencyjnym 1204/1. Pod numerem ewidencyjnym 1204/2 wpisano grób Stanisławy Mroszczak.

## Ordery i odznaczenia
- Krzyż Oficerski Orderu Odrodzenia Polski – 2011[11];
- Krzyż Kawalerski Orderu Odrodzenia Polski – legitymacja 2162-81-49 z dnia 25 listopada 1985;
- Złoty Krzyż Zasługi;
- Krzyż Czynu Bojowego Polskich Sił Zbrojnych na Zachodzie (z okuciem „TOBRUK” i „DZIAŁANIA BOJOWE LOTNICTWA”);
- Medal „Pro Patria” – 2011;
- Medal „Pro Memoria” – 2006;
- Odznaka „Za Zasługi dla Związku Kombatantów RP i Byłych Więźniów Politycznych”;
- Kombatancki Krzyż Pamiątkowy „Zwycięzcom”;
- Odznaka „Weteran Walk o Wolność i Niepodległość Ojczyzny” – 1995;
- Odznaka Pamiątkowa Samodzielnej Brygady Strzelców Karpackich (odznaka nr 4104);
- 1939–1945 Star – 1946;
- Africa Star – 1946;
- The Defence Medal – 1946;
- War Medal 1939–1945 – 1946;
- Odznaka Weteran Sił Zbrojnych Wielkiej Brytanii – 2006;
- Odznaka Pamiątkowa I Plutonu Sekcji Młodzieżowej ŚZŻAK im. Jerzego Lgockiego – 2018 (pośmiertnie).

## Awanse

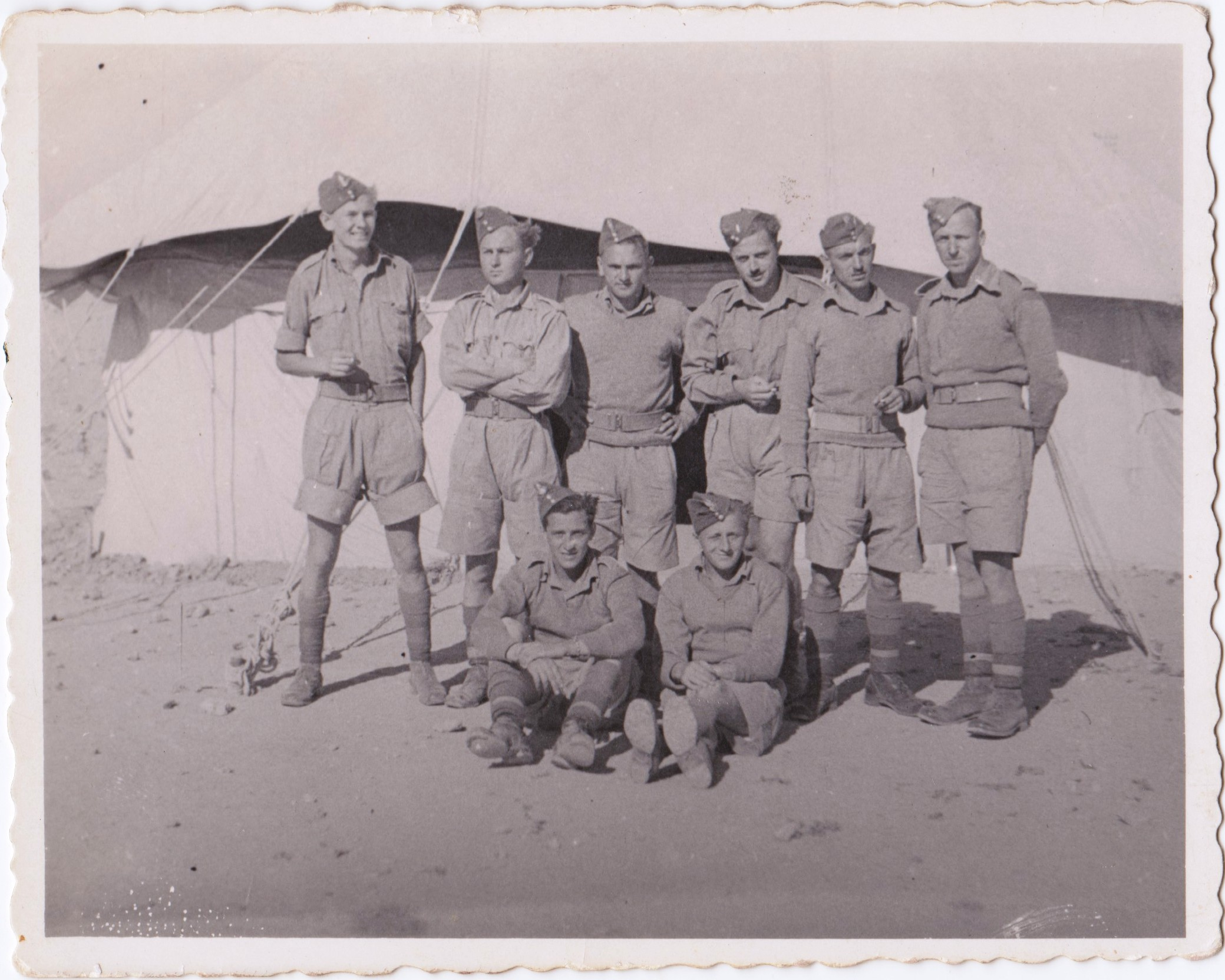
Tobruk. 1941 r. Polscy żołnierze na tle namiotów. Mroszczak drugi z lewej

- Bombardier – 1941;
- Kapral –  1946;
- Plutonowy rezerwy;
- Sierżant rezerwy – 1995;
- Starszy sierżant – 1998;Tobruk. 1941 r. Polscy żołnierze na tle namiotów. Mroszczak drugi z lewej

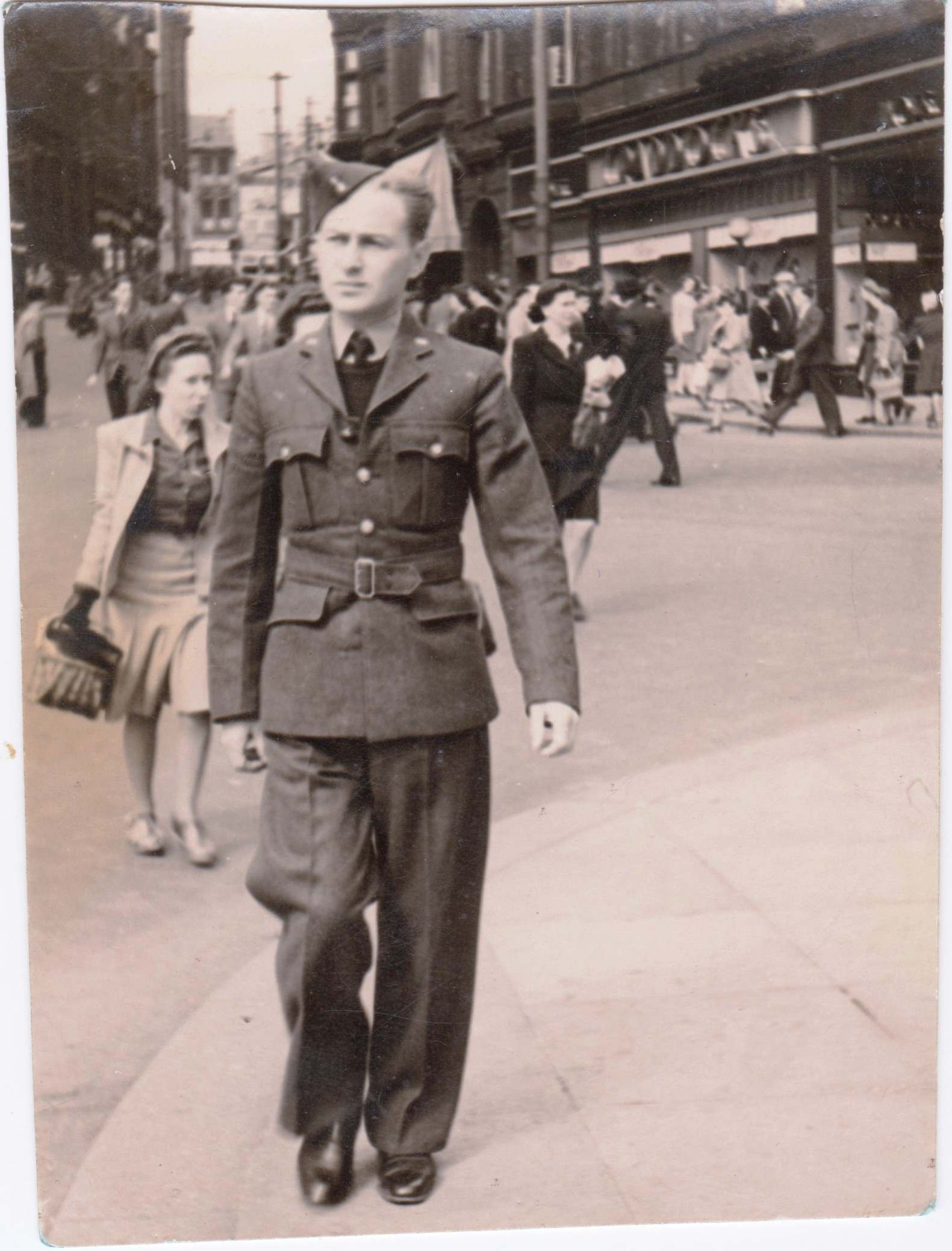
Stanisław Mroszczak w Londynie, 1943

- Podporucznik – 2000;
- Porucznik – 2003;Stanisław Mroszczak w Londynie, 1943
- Kapitan – 2006;
- Major – 2011.

## Upamiętnienie

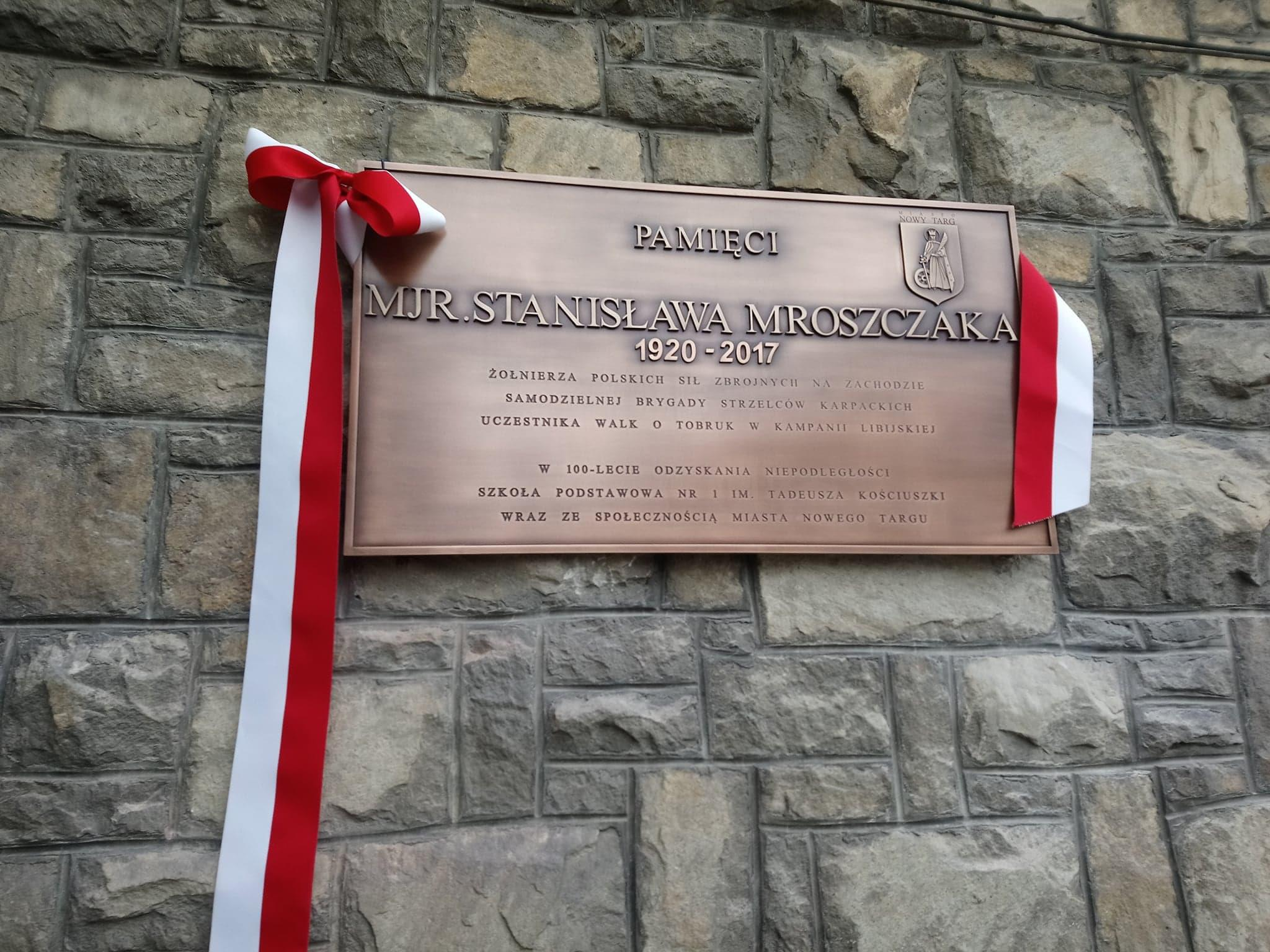
Tablica pamiątkowa poświęcona Stanisławowi Mroszczakowi

W czerwcu 2018 odznaczony pośmiertnie Odznaką Pamiątkowa I Plutonu Sekcji Młodzieżowej ŚZŻAK im. Jerzego Lgockiego.
W listopadzie 2018 została odsłonięta poświęcona mu tablica pamiątkowa na frontowej ścianie Szkoły Podstawowej nr 1 w Nowym Targu. Od 2018 w Szkole Podstawowej nr 2 w Nowym Targu odbywa się w listopadzie coroczna wieczornica pieśni patriotycznych, której patronuje Stanisław Mroszczak.
Uchwałą nr VI/64/2019 Rady Miasta Nowy Targ z dnia 8 kwietnia 2019 roku w sprawie nadania nazw ulicom w Nowym Targu, nowej ulicy łączącej ul. Willową z ul. Kokoszków Boczna, nadano nazwę ulica Majora Stanisława Mroszczaka